# Walerija Trifonowa
Walerija Siergiejewna Trifonowa (ros. Валерия Сергеевна Трифонова; ur. 11 czerwca 2002) – rosyjska zapaśniczka walcząca w stylu wolnym. 
Zajęła ósme miejsce na mistrzostwach Europy w 2025. Trzecia na MŚ U-23 w 2024. Trzecia w mistrzostwach Rosji w 2023 roku.